# David Nopper
David Nopper (* 25. Januar 1995) ist ein deutscher Hochspringer, der für das LAZ Ludwigsburg startet.

## Karriere
Nachdem er bereits 2014 bei den Deutschen Meisterschaften der Aktiven für Aufsehen sorgte und überraschend Zweiter wurde, wechselte er vor Beginn der Saison 2015 vom LAV Stadtwerke Tübingen zum Leichtathletikzentrum Salamander Kornwestheim-Ludwigsburg. In der Saison 2015 gelang ihm anschließend der Durchbruch: Mit einer Steigerung seiner persönlichen Bestleistung um zehn Zentimeter auf 2,25 m, holte er neben dem deutschen U23-Titel auch die Goldmedaille bei den Deutschen Meisterschaften. Mit seiner Teilnahme bei den U23-Europameisterschaften in Tallinn konnte er zudem internationale Erfahrungen sammeln.
Nach zwei erfolgreichen Jahren konnte er in der Saison 2016 die Erwartungen nicht erfüllen. Auf Grund von gesundheitlichen Problemen blieb er mit 2,18 m sieben Zentimeter unter seine persönlichen Bestleistung und wurde vom DLV zum Pechvogel des Jahres in der Kategorie Hochsprung ernannt. Im November 2016 wurde bekannt, dass er zur Saison 2017 zum neu gegründeten LAZ Ludwigsburg wechselt, nachdem das LAZ Salamander zu Gunsten des LAZ Ludwigsburgs aufgelöst wurde.
David Nopper wird von dem Hochsprung-Bundestrainer Steffen Hertel trainiert. 2017 absolvierte er eine Ausbildung bei der Polizei, die ihn für Training und Wettkämpfe freistellte.

## Erfolge
- Deutscher Meister im Hochsprung (2015)
- Deutscher U23-Meister im Hochsprung (2015)